# Tale e quale show (tredicesima edizione)
La tredicesima edizione del talent show Tale e quale show è andata in onda ogni venerdì in prima serata su Rai 1 dal 22 settembre al 3 novembre 2023 con la conduzione di Carlo Conti per sette puntate seguite dalla dodicesima edizione del torneo, andata in onda il 10 novembre in un'unica puntata, nella quale si sono sfidati i due migliori concorrenti uomini, le tre migliori concorrenti donne e gli ultimi classificati di questa edizione insieme ai tre migliori uomini e alle due migliori donne dell'edizione precedente.
Il 17 dicembre 2023 inoltre è andata in onda in una puntata unica la terza edizione di Natale e quale show, mentre dal 13 gennaio al 3 febbraio 2024 è andata in onda per quattro puntate di sabato la quarta edizione di Tali e quali. Infine dal 17 al 24 febbraio 2024 è andata in onda per due puntate di sabato la seconda edizione di Tale e quale Sanremo.
Anche in quest'edizione la giuria è composta da Loretta Goggi, Giorgio Panariello e Cristiano Malgioglio ed è affiancata da un imitatore diverso per ogni puntata che, oltre a stilare anch'esso una classifica come quarto giudice, interpreta il personaggio che gli viene assegnato. I concorrenti rimangono dodici, rispettivamente 6 uomini (di cui la coppia composta da Francesco Paolantoni e Gabriele Cirilli che gareggia come singolo concorrente insieme ad un ospite diverso per ogni puntata) e 6 donne.
Come per l'edizione precedente, i telespettatori potranno esprimere le proprie preferenze tramite l'utilizzo dei social; le tre esibizioni più apprezzate porteranno ai tre concorrenti rispettivamente 5, 3 e 1 punto.
Nel cast iniziale annunciato da Carlo Conti era presente anche la cantante Cristina Scuccia, che ha però abbandonato la produzione a causa di alcune divergenze con gli autori sulle canzoni da interpretare per poi essere sostituita da Jo Squillo.
L'edizione è stata vinta da Luca Gaudiano, si classifica al secondo posto Lorenzo Licitra, segue al terzo posto Ilaria Mongiovì.

## Cast

### Concorrenti

#### Uomini
- Alex Belli
- Lorenzo Licitra
- Luca Gaudiano
- Scialpi[6]
- Francesco Paolantoni e Gabriele Cirilli

#### Donne
- Jo Squillo
- Ginevra Lamborghini
- Ilaria Mongiovì
- Pamela Prati
- Jasmine Rotolo
- Maria Teresa Ruta[7]

### Giudici
La giuria è composta da:
- Loretta Goggi
- Giorgio Panariello
- Cristiano Malgioglio

#### Quarto giudice
Anche in quest'edizione la giuria viene affiancata dalla presenza di un imitatore diverso per ogni puntata, che partecipa al voto delle esibizioni e stila una propria classifica come quarto giudice, vestendo i panni di un personaggio famoso per l'intera serata. Nella tabella sottostante sono riportati i nomi dei vari imitatori e dei personaggi imitati.
| Puntata | Messa in onda     | Giudici ospiti     | Giudici ospiti          | Giudici ospiti   |
| Puntata | Messa in onda     | Giudice imitatore  | Personaggio imitato     | Giudice speciale |
| ------- | ----------------- | ------------------ | ----------------------- | ---------------- |
| 1       | 22 settembre 2023 | Valentina Barbieri | Chiara Ferragni         | –                |
| 2       | 29 settembre 2023 | Ubaldo Pantani     | Flavio Insinna          | –                |
| 3       | 6 ottobre 2023    | Amelia Villano     | Bélen Rodríguez         | –                |
| 4       | 13 ottobre 2023   | Claudio Lauretta   | Antonino Cannavacciuolo | –                |
| 5       | 20 ottobre 2023   | Leonardo Fiaschi   | Morgan                  | –                |
| 6       | 27 ottobre 2023   | David Pratelli     | Christian De Sica       | Alessia Marcuzzi |
| 7       | 3 novembre 2023   | Ubaldo Pantani     | Mario Giordano          | –                |

### Coach
Coach dei concorrenti sono:
- Daniela Loi: vocal coach
- Matteo Becucci: vocal coach
- Maria Grazia Fontana: vocal coach
- Fabrizio Mainini: coreografo
- Emanuela Aureli: imitatrice
- Antonio Mezzancella: vocal coach
- Pinuccio Pirazzoli: direttore d'orchestra

## Puntate

### Prima puntata
La prima puntata è andata in onda il 22 settembre 2023 ed è stata vinta da Luca Gaudiano, che ha interpretato Tiziano Ferro in Non me lo so spiegare.
| Ordine | Canzone e cantante imitato              | Concorrente                             | Punteggio | Panariello | Goggi | Malgioglio | Barbieri | Concorrenti | Social |
| ------ | --------------------------------------- | --------------------------------------- | --------- | ---------- | ----- | ---------- | -------- | ----------- | ------ |
| 10     | Non me lo so spiegare - Tiziano Ferro   | Luca Gaudiano                           | 74        | 15         | 15    | 15         | 14       | 15          | -      |
| 2      | Due vite - Marco Mengoni                | Lorenzo Licitra                         | 68        | 13         | 14    | 13         | 13       | 10          | 5      |
| 7      | Come saprei - Giorgia                   | Ilaria Mongiovì                         | 62        | 14         | 13    | 14         | 15       | 5           | 1      |
| 6      | I Will Survive - Gloria Gaynor          | Jasmine Rotolo                          | 52        | 11         | 12    | 12         | 12       | 5           | -      |
| 11     | Into the Groove - Madonna               | Jo Squillo                              | 44        | 7          | 8     | 10         | 9        | 10          | -      |
| 3      | Mon amour - Annalisa                    | Ginevra Lamborghini                     | 43        | 12         | 11    | 7          | 10       | -           | 3      |
| 9      | Sex Bomb - Tom Jones                    | Alex Belli                              | 41        | 9          | 10    | 6          | 11       | 5           | -      |
| 8      | Non succederà più - Claudia Mori        | Pamela Prati                            | 38        | 10         | 9     | 11         | 8        | -           | -      |
| 1      | Buonasera, buonasera - Sylvie Vartan    | Maria Teresa Ruta                       | 32        | 6          | 6     | 9          | 6        | 5           | -      |
| 4      | Una lacrima sul viso - Bobby Solo       | Scialpi                                 | 30        | 8          | 7     | 8          | 7        | -           | -      |
| 5      | Disco Paradise - Fedez, Annalisa e J-Ax | Francesco Paolantoni e Gabriele Cirilli | 20        | 5          | 5     | 5          | 5        | -           | -      |

- Giudice imitatore: Valentina Barbieri che imita Chiara Ferragni
- Ospiti: Leonardo Fiaschi

### Seconda puntata
La seconda puntata è andata in onda il 29 settembre 2023 ed è stata vinta ex aequo da Ilaria Mongiovì, che ha interpretato Noa in Beautiful That Way, e Lorenzo Licitra, che ha interpretato Harry Styles in Sign of the Times.
| Ordine | Canzone e cantante imitato                       | Concorrente                             | Punteggio | Panariello | Goggi | Malgioglio | Pantani | Concorrenti | Social |
| ------ | ------------------------------------------------ | --------------------------------------- | --------- | ---------- | ----- | ---------- | ------- | ----------- | ------ |
| 11     | Beautiful That Way - Noa                         | Ilaria Mongiovì                         | 64        | 14         | 14    | 13         | 15      | 5           | 3      |
| 10     | Sign of the Times - Harry Styles                 | Lorenzo Licitra                         | 64        | 15         | 15    | 15         | 14      | 5           | -      |
| 8      | Vieni da me - Francesco Sarcina                  | Luca Gaudiano                           | 57        | 13         | 13    | 14         | 11      | 5           | 1      |
| 7      | Fame - Irene Cara                                | Jasmine Rotolo                          | 53        | 12         | 12    | 12         | 12      | 5           | -      |
| 4      | Sentimental - Wanda Osiris                       | Pamela Prati                            | 49        | 6          | 6     | 11         | 6       | 20          | -      |
| 2      | Ci pensiamo domani - Angelina Mango              | Ginevra Lamborghini                     | 46        | 10         | 11    | 6          | 9       | 5           | 5      |
| 9      | La pioggia - Gigliola Cinquetti                  | Maria Teresa Ruta                       | 44        | 11         | 8     | 10         | 10      | 5           | -      |
| 5      | Il carrozzone - Renato Zero                      | Scialpi                                 | 40        | 9          | 9     | 9          | 13      | -           | -      |
| 3      | Piccola stella senza cielo - Luciano Ligabue     | Alex Belli                              | 38        | 8          | 10    | 8          | 7       | 5           | -      |
| 1      | Il paradiso - Patty Pravo                        | Jo Squillo                              | 29        | 7          | 7     | 7          | 8       | -           | -      |
| 6      | How Deep Is Your Love e Stayin' Alive - Bee Gees | Francesco Paolantoni e Gabriele Cirilli | 20        | 5          | 5     | 5          | 5       | -           | -      |

- Giudice imitatore: Ubaldo Pantani che imita Flavio Insinna
- Ospiti: Biagio Izzo

### Terza puntata
La terza puntata è andata in onda il 6 ottobre 2023 ed è stata vinta da Scialpi, che ha interpretato Domenico Modugno in Nel blu dipinto di blu.
| Ordine | Canzone e cantante imitato                | Concorrente                             | Punteggio | Panariello | Goggi | Malgioglio | Villano | Concorrenti | Social |
| ------ | ----------------------------------------- | --------------------------------------- | --------- | ---------- | ----- | ---------- | ------- | ----------- | ------ |
| 4      | Nel blu dipinto di blu - Domenico Modugno | Scialpi                                 | 85        | 14         | 13    | 15         | 13      | 30          | -      |
| 2      | Fai rumore - Diodato                      | Lorenzo Licitra                         | 63        | 15         | 15    | 13         | 15      | -           | 5      |
| 8      | Someone You Loved - Lewis Capaldi         | Luca Gaudiano                           | 56        | 13         | 14    | 14         | 14      | -           | 1      |
| 10     | Smooth Operator - Sade                    | Jasmine Rotolo                          | 54        | 11         | 9     | 12         | 12      | 10          | -      |
| 9      | Made in Italy - Rosa Chemical             | Alex Belli                              | 45        | 8          | 10    | 6          | 11      | 10          | -      |
| 5      | Born This Way - Lady Gaga                 | Ilaria Mongiovì                         | 43        | 9          | 12    | 10         | 9       | -           | 3      |
| 3      | Love Again - Dua Lipa                     | Ginevra Lamborghini                     | 40        | 12         | 11    | 9          | 8       | -           | -      |
| 1      | Splendido splendente - Donatella Rettore  | Pamela Prati                            | 39        | 10         | 8     | 11         | 10      | -           | -      |
| 11     | T'appartengo - Ambra Angiolini            | Maria Teresa Ruta                       | 27        | 7          | 7     | 7          | 6       | -           | -      |
| 7      | Ciao ciao - La Rappresentante di Lista    | Jo Squillo                              | 27        | 6          | 6     | 8          | 7       | -           | -      |
| 6      | Be My Baby - The Ronettes                 | Francesco Paolantoni e Gabriele Cirilli | 25        | 5          | 5     | 5          | 5       | 5           | -      |

- Giudice imitatore: Amelia Villano che imita Bélen Rodríguez
- Ospiti: Nunzia De Girolamo, Valentina Persia

### Quarta puntata
La quarta puntata è andata in onda il 13 ottobre 2023 ed è stata vinta ex aequo da Luca Gaudiano, che ha interpretato Al Bano in Nel sole, e Jasmine Rotolo, che ha interpretato Macy Gray in I Try.
| Ordine | Canzone e cantante imitato                                                      | Concorrente                             | Punteggio | Panariello | Goggi | Malgioglio | Lauretta | Concorrenti | Social |
| ------ | ------------------------------------------------------------------------------- | --------------------------------------- | --------- | ---------- | ----- | ---------- | -------- | ----------- | ------ |
| 10     | Nel sole - Al Bano                                                              | Luca Gaudiano                           | 69        | 15         | 15    | 13         | 15       | 10          | 1      |
| 8      | I Try - Macy Gray                                                               | Jasmine Rotolo                          | 69        | 13         | 13    | 14         | 14       | 15          | -      |
| 3      | La notte - Arisa                                                                | Ilaria Mongiovì                         | 58        | 14         | 14    | 12         | 13       | -           | 5      |
| 11     | Flowers - Miley Cyrus                                                           | Ginevra Lamborghini                     | 49        | 9          | 10    | 9          | 11       | 10          | -      |
| 6      | This Love - Maroon 5                                                            | Lorenzo Licitra                         | 47        | 12         | 12    | 11         | 12       | -           | -      |
| 5      | Tre somari e tre briganti - Franco Franchi, Ciccio Ingrassia e Domenico Modugno | Francesco Paolantoni e Gabriele Cirilli | 46        | 10         | 11    | 15         | 7        | -           | 3      |
| 4      | Karma Chameleon - Boy George                                                    | Scialpi                                 | 40        | 8          | 9     | 8          | 10       | 5           | -      |
| 9      | Rumore - Raffaella Carrà                                                        | Jo Squillo                              | 36        | 7          | 7     | 6          | 6        | 10          | -      |
| 2      | Italodisco - The Kolors                                                         | Alex Belli                              | 33        | 11         | 8     | 5          | 9        | -           | -      |
| 7      | Sono una donna, non sono una santa - Rosanna Fratello                           | Pamela Prati                            | 29        | 5          | 6     | 10         | 8        | -           | -      |
| 1      | Cicale - Heather Parisi                                                         | Maria Teresa Ruta                       | 28        | 6          | 5     | 7          | 5        | 5           | -      |

- Giudice imitatore: Claudio Lauretta che imita Antonino Cannavacciuolo
- Ospiti: Massimo Lopez

### Quinta puntata
La quinta puntata è andata in onda il 20 ottobre 2023 ed è stata vinta da Lorenzo Licitra, che ha interpretato Alex Baroni in Cambiare.
| Ordine | Canzone e cantante imitato                     | Concorrente                             | Punteggio | Panariello | Goggi | Malgioglio | Fiaschi | Concorrenti | Social |
| ------ | ---------------------------------------------- | --------------------------------------- | --------- | ---------- | ----- | ---------- | ------- | ----------- | ------ |
| 9      | Cambiare - Alex Baroni                         | Lorenzo Licitra                         | 64        | 15         | 14    | 14         | 15      | 5           | 1      |
| 7      | Take Me to Church - Hozier                     | Luca Gaudiano                           | 59        | 13         | 15    | 15         | 13      | -           | 3      |
| 8      | Sweet Dreams (Are Made of This) - Annie Lennox | Jo Squillo                              | 58        | 9          | 12    | 9          | 8       | 20          | -      |
| 3      | Supereroi - Mr. Rain                           | Alex Belli                              | 55        | 10         | 11    | 8          | 11      | 15          | -      |
| 11     | Objection (Tango) - Shakira                    | Ilaria Mongiovì                         | 53        | 14         | 13    | 12         | 14      | -           | -      |
| 2      | Pistolero - Elettra Lamborghini                | Guenda Goria                            | 46        | 12         | 8     | 11         | 10      | 5           | -      |
| 4      | Umbrella - Rihanna                             | Jasmine Rotolo                          | 46        | 11         | 10    | 13         | 12      | -           | -      |
| 6      | Bagno a mezzanotte - Elodie                    | Ginevra Lamborghini                     | 41        | 8          | 9     | 10         | 9       | 5           | -      |
| 1      | Triangolo - Renato Zero                        | Pamela Prati                            | 33        | 7          | 7     | 7          | 7       | 5           | -      |
| 5      | YMCA - Village People                          | Francesco Paolantoni e Gabriele Cirilli | 25        | 5          | 5     | 5          | 5       | -           | 5      |
| 10     | Cugini di Campagna                             | Scialpi                                 | 24        | 6          | 6     | 6          | 6       | -           | -      |

- Giudice imitatore: Leonardo Fiaschi che imita Morgan
- Ospiti: Bianca Guaccero, Pino Insegno, Pierpaolo Pretelli

### Sesta puntata
La sesta puntata è andata in onda il 27 ottobre 2023 ed è stata vinta da Luca Gaudiano, che ha interpretato Tananai in Tango.
| Ordine | Canzone e cantante imitato                       | Concorrente                             | Punteggio | Panariello | Goggi | Malgioglio | Pratelli | Marcuzzi | Concorrenti | Social |
| ------ | ------------------------------------------------ | --------------------------------------- | --------- | ---------- | ----- | ---------- | -------- | -------- | ----------- | ------ |
| 2      | Tango - Tananai                                  | Luca Gaudiano                           | 72        | 11         | 14    | 14         | 11       | 12       | 5           | 5      |
| 8      | L'amore si odia - Noemi                          | Jasmine Rotolo                          | 70        | 14         | 12    | 13         | 12       | 14       | 5           | -      |
| 10     | Il bene nel male - Madame                        | Ginevra Lamborghini                     | 70        | 13         | 13    | 12         | 14       | 13       | 5           | -      |
| 7      | You Are Not Alone - Michael Jackson              | Lorenzo Licitra                         | 59        | 12         | 11    | 9          | 13       | 11       | -           | 3      |
| 9      | These Boots Are Made For Walkin' - Nancy Sinatra | Maria Teresa Ruta                       | 53        | 8          | 7     | 11         | 9        | 8        | 10          | -      |
| 4      | Chica Chica Boom Chic - Carmen Miranda           | Pamela Prati                            | 51        | 7          | 8     | 10         | 7        | 9        | 10          | -      |
| 3      | L'italiano - Toto Cutugno                        | Alex Belli                              | 50        | 10         | 10    | 7          | 8        | 10       | 5           | -      |
| 6      | Nell'aria - Marcella Bella                       | Ilaria Mongiovì                         | 46        | 9          | 9     | 6          | 10       | 7        | 5           | -      |
| 1      | Nessuno - Mina                                   | Jo Squillo                              | 37        | 6          | 6     | 8          | 6        | 6        | 5           | -      |
| 5      | Aserejé - Las Ketchup                            | Francesco Paolantoni e Gabriele Cirilli | 26        | 5          | 5     | 5          | 5        | 5        | -           | 1      |

- Giudice imitatore: David Pratelli che imita Christian De Sica
- Giudice speciale: Alessia Marcuzzi
- Ospiti: Scialpi[19], Paolo Conticini

### Settima puntata
La settima puntata è andata in onda il 3 novembre 2023 ed è stata vinta da Ilaria Mongiovì, che ha interpretato Liza Minnelli in Cabaret. Questa puntata ha inoltre decretato Luca Gaudiano campione dell'edizione.
| Ordine | Canzone e cantante imitato           | Concorrente                             | Punteggio | Panariello | Goggi | Malgioglio | Pantani | Concorrenti | Social |
| ------ | ------------------------------------ | --------------------------------------- | --------- | ---------- | ----- | ---------- | ------- | ----------- | ------ |
| 3      | Cabaret - Liza Minnelli              | Ilaria Mongiovì                         | 75        | 14         | 14    | 14         | 13      | 15          | 5      |
| 4      | Come foglie - Malika Ayane           | Ginevra Lamborghini                     | 58        | 11         | 13    | 12         | 12      | 10          | -      |
| 7      | Ninna nanna - Loredana Bertè         | Pamela Prati                            | 50        | 10         | 7     | 13         | 10      | 10          | -      |
| 8      | Ain't Nobody - Chaka Khan            | Jasmine Rotolo                          | 50        | 13         | 12    | 11         | 14      | -           | -      |
| 9      | Meraviglioso - Giuliano Sangiorgi    | Luca Gaudiano                           | 48        | 12         | 11    | 9          | 8       | 5           | 3      |
| 6      | Con te partirò - Andrea Bocelli      | Lorenzo Licitra                         | 41        | 9          | 10    | 8          | 9       | 5           | -      |
| 2      | L'appuntamento - Ornella Vanoni      | Maria Teresa Ruta                       | 38        | 8          | 9     | 10         | 11      | -           | -      |
| 1      | (Un, dos, tres) Maria - Ricky Martin | Alex Belli                              | 36        | 6          | 8     | 6          | 6       | 10          | -      |
| 10     | Let's Get Loud - Jennifer Lopez      | Jo Squillo                              | 27        | 7          | 6     | 7          | 7       | -           | -      |
| 5      | Wannabe - Spice Girls                | Francesco Paolantoni e Gabriele Cirilli | 21        | 5          | 5     | 5          | 5       | -           | 1      |

- Giudice imitatore: Ubaldo Pantani che imita Mario Giordano
- Ospiti: Scialpi[19], Laura Freddi, Eva Grimaldi

## Cinque punti dei concorrenti
Ogni concorrente deve dare cinque punti a uno degli altri concorrenti (oppure a sé stesso). Questi cinque punti, assegnati prima dei punteggi forniti dai membri della giuria, contribuiscono a formare la classifica finale e il vincitore di puntata, che viene svelato al termine della stessa.
| Puntata | Belli    | Gaudiano    | Lamborghini | Licitra     | Mongiovì    | Paolantoni e Cirilli | Prati   | Rotolo  | Ruta     | Scialpi              | Squillo  |
| ------- | -------- | ----------- | ----------- | ----------- | ----------- | -------------------- | ------- | ------- | -------- | -------------------- | -------- |
| 1       | Ruta     | Mongiovì    | Licitra     | Gaudiano    | Licitra     | Gaudiano             | Squillo | Squillo | Belli    | Gaudiano             | Rotolo   |
| 2       | Prati    | Licitra     | Belli       | Lamborghini | Gaudiano    | Prati                | Rotolo  | Prati   | Mongiovì | Ruta                 | Prati    |
| 3       | Rotolo   | Scialpi     | Scialpi     | Scialpi     | Scialpi     | Scialpi              | Belli   | Belli   | Scialpi  | Paolantoni e Cirilli | Rotolo   |
| 4       | Squillo  | Lamborghini | Gaudiano    | Lamborghini | Rotolo      | Gaudiano             | Rotolo  | Scialpi | Squillo  | Rotolo               | Ruta     |
| 5       | Goria    | Squillo     | Licitra     | Prati       | Squillo     | Lamborghini          | Belli   | Squillo | Belli    | Squillo              | Belli    |
| 6       | Gaudiano | Belli       | Mongiovì    | Ruta        | Lamborghini | Prati                | Squillo | Ruta    | Rotolo   | –                    | Prati    |
| 7       | Gaudiano | Belli       | Mongiovì    | Prati       | Lamborghini | Lamborghini e Belli  | Licitra | Prati   | Mongiovì | –                    | Mongiovì |

## Classifiche

### Classifica generale
Anche quest'anno la classifica finale è stata determinata, oltre che dai punti guadagnati da ciascun concorrente nelle esibizioni di tutte le puntate, anche da altri 5 punti bonus, assegnati nell'ultima puntata da ogni giudice e dai coach a un concorrente a loro scelta, rispettivamente:
- Giorgio Panariello: Maria Teresa Ruta
- Loretta Goggi: Ginevra Lamborghini
- Cristiano Malgioglio: Jasmine Rotolo
- Coach: Ginevra Lamborghini

| Posizione | Concorrente                             | Punti |
| --------- | --------------------------------------- | ----- |
| 1         | Luca Gaudiano                           | 435   |
| 2         | Lorenzo Licitra                         | 406   |
| 3         | Ilaria Mongiovì                         | 401   |
| 4         | Jasmine Rotolo                          | 399   |
| 5         | Ginevra Lamborghini                     | 357   |
| 6         | Alex Belli                              | 298   |
| 7         | Pamela Prati                            | 289   |
| 8         | Maria Teresa Ruta                       | 273   |
| 9         | Jo Squillo                              | 258   |
| 10        | Francesco Paolantoni e Gabriele Cirilli | 183   |
| -         | Scialpi                                 | RIT   |

- Luca Gaudiano vince la tredicesina edizione di Tale e quale show.
- Lorenzo Licitra è il secondo classificato.
- Ilaria Mongiovì è la terza classificata.

### Classifica categoria Uomini
| Posizione | Concorrente                             | Punti |
| --------- | --------------------------------------- | ----- |
| 1         | Luca Gaudiano                           | 435   |
| 2         | Lorenzo Licitra                         | 406   |
| 3         | Alex Belli                              | 298   |
| 4         | Francesco Paolantoni e Gabriele Cirilli | 183   |
| -         | Scialpi                                 | RIT   |

- Luca Gaudiano è il primo classificato della categoria Uomini.
- Lorenzo Licitra, Francesco Paolantoni e Gabriele Cirilli si classificano alla dodicesima edizione del torneo.
- Alex Belli è eliminato.

### Classifica categoria Donne
| Posizione | Concorrente         | Punti |
| --------- | ------------------- | ----- |
| 1         | Ilaria Mongiovì     | 401   |
| 2         | Jasmine Rotolo      | 399   |
| 3         | Ginevra Lamborghini | 357   |
| 4         | Pamela Prati        | 289   |
| 5         | Maria Teresa Ruta   | 273   |
| 6         | Jo Squillo          | 258   |

- Ilaria Mongiovì è la prima classificata della categoria Donne.
- Jasmine Rotolo e Ginevra Lamborghini si classificano alla dodicesima edizione del torneo.
- Pamela Prati, Maria Teresa Ruta e Jo Squillo sono eliminate.

## Tale e quale pop
Come nelle precedenti edizioni, in ogni puntata vi è uno spazio in cui vengono trasmessi video amatoriali inviati da telespettatori che si cimentano nell'imitazione canora di un personaggio del panorama musicale italiano o internazionale. I protagonisti dei migliori video saranno invitati negli studi di Tale e quale show per partecipare come concorrenti alla quarta edizione di Tali e quali, andata in onda dal 13 gennaio al 3 febbraio 2024 per quattro puntate di sabato.

## Ascolti
| Puntata | Messa in onda     | Telespettatori | Share  |
| ------- | ----------------- | -------------- | ------ |
| 1       | 22 settembre 2023 | 2 974 000      | 20,60% |
| 2       | 29 settembre 2023 | 3 227 000      | 21,90% |
| 3       | 6 ottobre 2023    | 3 381 000      | 21,98% |
| 4       | 13 ottobre 2023   | 3 475 000      | 22,45% |
| 5       | 20 ottobre 2023   | 3 726 000      | 23,75% |
| 6       | 27 ottobre 2023   | 3 746 000      | 24,38% |
| 7       | 3 novembre 2023   | 3 913 000      | 25,08% |
| Media   | Media             | 3 492 000      | 22,88% |

- Nota: con 2 974 000 telespettatori, la première di questa edizione risulta la puntata meno vista nella storia del programma.